# 胡服騎射

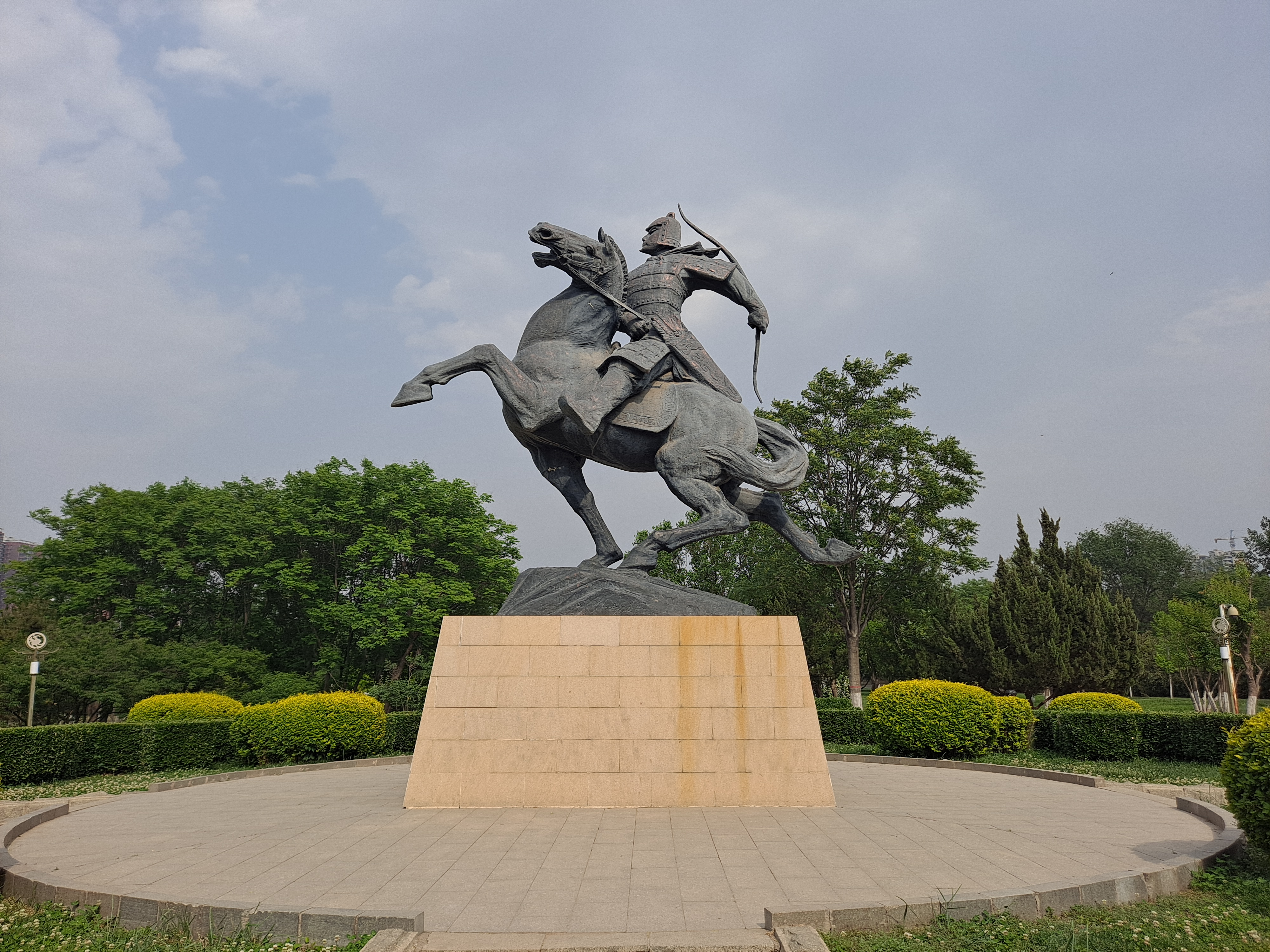
原位于邯郸市火车站广场的胡服骑射塑像，后被移到赵苑公园内。

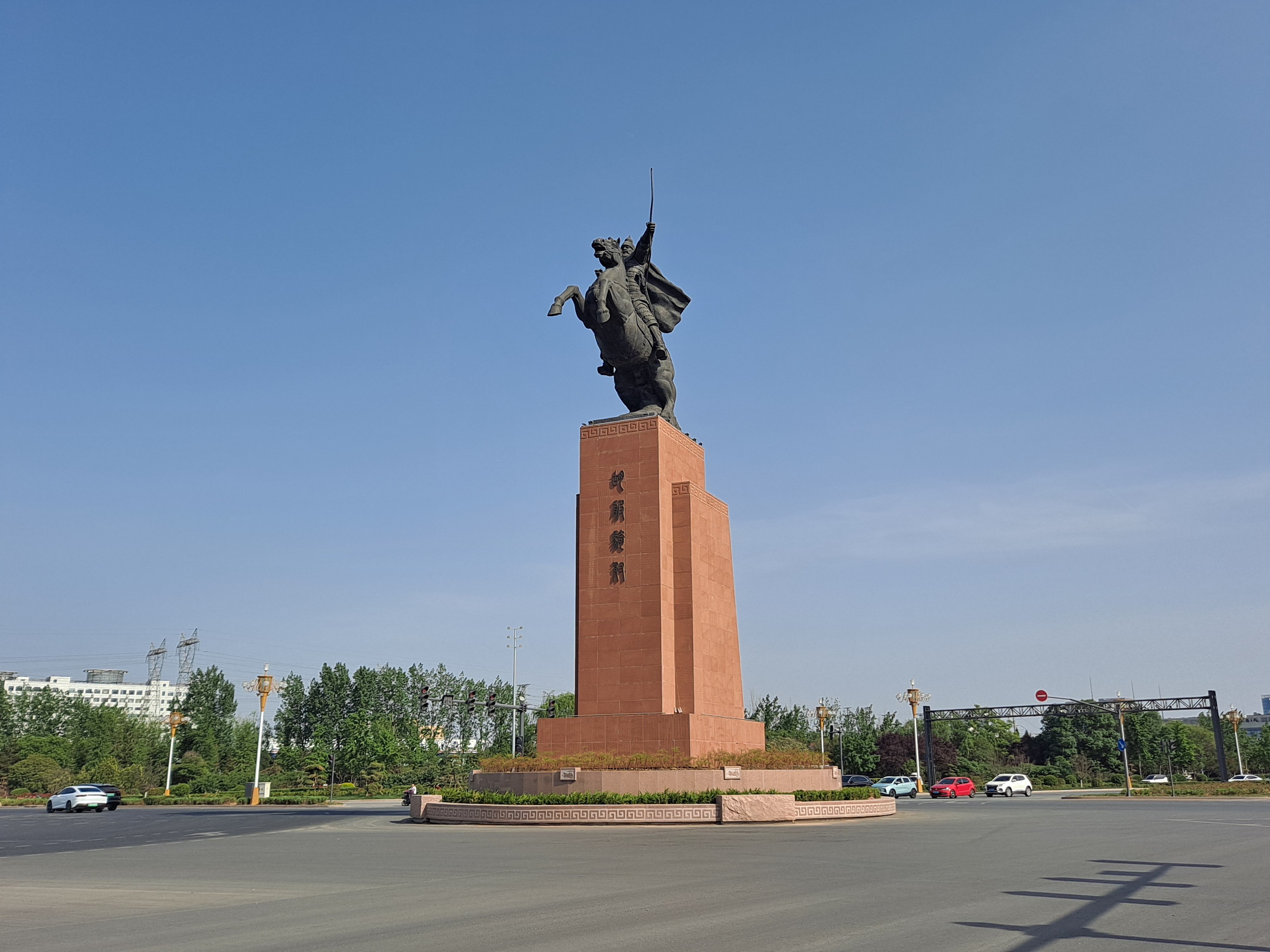
胡服骑射环岛的雕像

胡服騎射是戰國時期赵武灵王所采取的军事和服饰改革，開始於前306年。赵国在武灵王以前曾拥有强大的军队，而胡服骑射的作用在于将其进一步强化。
戰國後期，趙國與東胡、樓煩等諸胡長期對峙，雖然趙國的軍事實力強於諸胡。趙武靈王與諸胡騎兵戰鬥後，明白到諸胡騎兵的優點在於機動和靈活性，
戰國七雄的軍隊即使是騎兵也都以重鎧甲裝備，諸胡軍隊則裝束輕便，人馬合一，機動性強，速進易退。於是趙武靈王在趙國推行改革，在大臣肥義等人的支持下，仿傚諸胡軍隊的裝備，趙國軍力逐漸開始強大，消滅中山國，擊敗林胡和樓煩二族，成为战国七雄之一。
但有人认为此时还没有发明马镫，无法充分发挥骑兵人員的战斗力，所以骑兵还是以侦查及骚扰为主，作战的主力仍然是步兵。

## 軍事應用
「胡服」原指古代中國境內和週邊地區非漢族人士所穿著的任何服飾。
赵武灵王推行胡服骑射改革，其主要推广范围在军服上，胡服乃为便騎射的军事改革，而民间服饰的传统深衣依然占据着主流地位，并未因胡服的引进而稍减风骚。所谓「胡服騎射」是以骑射为目的，在軍事以外較不涉及更著胡服的改革。。
而学界流传甚广的带钩是赵武灵王推行胡服骑射从胡服中吸收过来的观点，实则上在中原地区考古史料中多有带钩出土，且时间远远早于赵武灵王胡服骑射的年代，史载管仲追赶齐桓公，箭便正中齐桓公带钩，齐桓公装死躲过了这场灾难，这个年代比胡服骑射足足早了300年，华夏地区自春秋以来还流行以带钩皮革带束腰，从战国至两汉：上至王侯，下至普通百姓，当时赵国男子佩戴带钩已经相当普遍。说明九州大地上早在春秋早期，带钩已经相当普遍了。至于胡服的带钩则是另一系统。深衣当时广泛流行于中原地区，男女皆服，在趙國等諸侯國佔据着主流地位。从阶层上看，上至王公贵族，下至普通百姓都穿着；从场合上看，上至祭祀朝会，下至民间仪式都穿用；从人群上看，男女老少皆服之。即使在赵武灵王推行胡服骑射改革、大力引进胡服的同时，中原传统的深衣依然占据着重要地位，始终被当作主要的服装款式来穿用。
此外，提倡骑射也促进了武艺的发展：“骑兵的发展，促使了骑技和骑射技能的发展，加快了武艺向多样化、复杂化发展的进程。”